# Janez Aljančič
Janez Aljančič, slovenski arhitekt, atlet, planinec in športni funkcionar, * 18. september 1937, Maribor, † 14. julij 2025.
Znan je kot prvi predsednik Atletske zveze Slovenije v obdobju samostojne Slovenije.

## Življenje in delo
Rodil se je očetu Lambertu Aljančiču in njegovi ženi Hedviki (roj. Wagner). Družina je bila med drugo svetovno vojno izgnana v Srbijo, po vojni pa so se preselili v Ljubljano, kjer se je Janez šolal. Že v mladosti se je aktivno ukvarjal s športom, sprva z nogometom, od leta 1956 pa s tekom kot član ljubljanskega kluba Olimpija. Med njegovimi uspehi sta uvrstitev v jugoslovansko atletsko reprezentanco in osvojitev naslova slovenskega prvaka v teku na 3000 m z zaprekami.
Leta 1963 je zaključil študij arhitekture na takratni Fakulteti za arhitekturo, gradbeništvo in geodezijo ter se zaposlil v Projektivnem biroju ing. Stanka Bloudka. Posvetil se je športnim objektom, tako je projektiral športne dvorane in stadione v več slovenskih krajih ter smučarske proge in žičnice na Kaninu. Od leta 1970 je deloval kot direktor biroja, leta 1985 pa je postal direktor predstavništva Iskre v Alžiru. Štiri leta kasneje se je vrnil v Slovenijo in do upokojitve leta 1994 zasedal funkcijo generalnega sekretarja Gospodarske zbornice Slovenije.
Vzporedno je bil aktiven kot sodnik, trener in funkcionar v atletiki, tako je bil med letoma 1969 in 1973 predsednik kluba Olimpija. Po koncu aktivnega nastopanja se je lotil tudi gorništva in organiziral vrsto alpinističnih odprav, med drugim je vodil prvo jugoslovansko odpravo na Denali (Mount McKinley). Predsedoval je tekmovalni komisiji Teka prijateljstva in Pohoda v Ljubljani, po osamosvojitvi pa je postal predsednik Atletske zveze. To funkcijo je opravljal do leta 1997, kasneje pa je bil član upravnega odbora. Leta 1995 je kot prvi Slovenec postal tudi član sveta Evropske atletske zveze.

## Priznanja
Poleg Bloudkove nagrade za projektiranje športnih objektov (1983) je prejel vrsto priznanj za dolgoletno prostovoljsko delo v športu. Med njimi so diploma Državnega sveta RS (2008), zlata veteranska značka Evropske atletske zveze (2004), enako priznanje Mednarodne atletske zveze (2005) in diploma Mednarodnega olimpijskega komiteja (2006). Bil je tudi častni član Atletske zveze Slovenije in sveta Evropske atletske zveze.